# Klaus Meine
Klaus Meine (ur. 25 maja 1948 w Hanowerze) – wokalista, gitarzysta rytmiczny i autor tekstów zespołu rockowego Scorpions.

## Życiorys
W młodości udzielał się wokalnie podczas różnych uroczystości oraz imprez szkolnych. Karierę muzyczną rozpoczął pod wpływem fascynacji muzyką progresywną oraz twórczością zespołu Colosseum. Pierwszym zespołem, w którym występował była grupa Mushrooms, której był założycielem. Po rozpadzie formacji w 1968 roku utworzył nowy muzyczny projekt, Copernicus, w skład którego wchodził również późniejszy gitarzysta Scorpions Michael Schenker. W 1970 roku nastąpiło połączenie dwóch zespołów - Copernicus oraz Scorpions, założonego przez Rudolfa Schenkera. Skład uzupełnili także perkusista Wolfgang Dziony i basista Lothar Heimberg. Muzycy wspólnie zrealizowali debiutancki album studyjny pt. Lonesome Crow. Niedługo potem grupę opuścili Klaus Meine, Michael Schenker oraz Lothar Heimberg, co ostatecznie doprowadziło do jej rozpadu. Zespół wznowił działalność w 1973 roku. W 1982 roku, bezpośrednio przed nagraniem albumu Blackout, u wokalisty zdiagnozowano polip struny głosowej, w związku z czym muzyk poddał się zabiegowi usunięcia schorzenia. W 1988 roku wraz z grupą Scorpions wystąpił w Związku Radzieckim jako jeden z pierwszych zachodnich wykonawców, zaś w 1990 r. muzycy wzięli udział w przygotowanym przez Rogera Watersa spektaklu opartym na materiale z płyty Pink Floyd - The Wall. Rok później, na zaproszenie Michaiła Gorbaczowa, zespół odwiedził Kreml. W 1994 roku Klaus Meine wraz z Rudolfem Schenkerem wystąpili w Budapeszcie na koncercie zorganizowanym przez węgierską grupę Omega, z którą wykonali utwór „White Dove”.
Udzielał się również w zespole Shamrocks. W 2006 roku został sklasyfikowany na 22. miejscu listy 100 najlepszych metalowych wokalistów wszech czasów według Hit Parader.
Ma żonę Gabi, którą poślubił 24 marca 1976. Mają syna Christiana (urodzonego w 1985 roku).

## Dyskografia
| Album                                                         | Rok  | Uwagi                                                                   | Źródło |
| ------------------------------------------------------------- | ---- | ----------------------------------------------------------------------- | ------ |
| Schönherz & Fleer – Rilke Projekt - "In Meinem Wilden Herzen" | 2002 | gościnnie śpiew w utworze "Bis Wohin Reicht Mein Leben (Die Liebenden)" | [ 4 ]  |
| Tobias Sammet's Avantasia – The Wicked Symphony               | 2010 | gościnnie śpiew w utworze "Dying for an Angel"                          | [ 5 ]  |

## Filmografia
| Tytuł               | Rok  | Rola        | Uwagi                                           | Źródło |
| ------------------- | ---- | ----------- | ----------------------------------------------- | ------ |
| "Forever and a Day" | 2015 | jako on sam | film dokumentalny, reżyseria: Katja von Garnier | [ 6 ]  |

## Odznaczenia i wyróżnienia
- Order Zasługi Dolnej Saksonii I klasy (2023)[7]

W 2019 roku nazwano na jego cześć gatunek pająka Extraordinarius klausmeinei.